# Potamiá (ort i Grekland, Epirus, Nomós Ioannínon)
Potamiá (Potamia) är en ort i Grekland.   Den ligger i prefekturen Nomós Ioannínon och regionen Epirus, i den centrala delen av landet, 290 km nordväst om huvudstaden Aten. Potamiá ligger 180 meter över havet och antalet invånare är 188.
Terrängen runt Potamiá är varierad. Potamiá ligger nere i en dal som går i nord-sydlig riktning. Runt Potamiá är det glesbefolkat, med 20 invånare per kvadratkilometer. Närmaste större samhälle är Filippiáda, 18,1 km söder om Potamiá. Trakten runt Potamiá består till största delen av jordbruksmark.